# غراهام ماكاي
غراهام ماكاي (بالإنجليزية: Graham Mackay) هو شخصية أعمال جنوب أفريقي، ولد في 26 يوليو 1949 في جوهانسبرغ في جنوب أفريقيا، وتوفي في 18 ديسمبر 2013 في هامبشير في المملكة المتحدة.